# Ghiacciaio Smith
Il ghiacciaio Smith (in inglese Smith Glacier) è un ghiacciaio lungo oltre 160 km situato sulla costa di Walgreen, nella parte orientale della Terra di Marie Byrd, in Antartide. 

## Descrizione
Il ghiacciaio, il cui punto più alto si trova a quasi 1200 m s.l.m., fluisce in direzione est-nord-est a partire dal monte Toney fino ad andare ad alimentare la piattaforma glaciale Crosson, tra la penisola Bear, a ovest, e il monte Murphy, a est. 
Dal ghiacciaio Smith ha origine anche un altro ghiacciaio, il Kohler, il cui flusso, nei pressi della scogliera Earl, si distacca da quello principale andando poi ad alimentare la piattaforma glaciale Dotson.

## Mappa
Nelle immagini sottostanti è possibile vedere la mappa del flusso del ghiacciaio Smith, dalla sua nascita, sul monte Toney, al suo arrivo sulla costa del mare di Amundsen. 

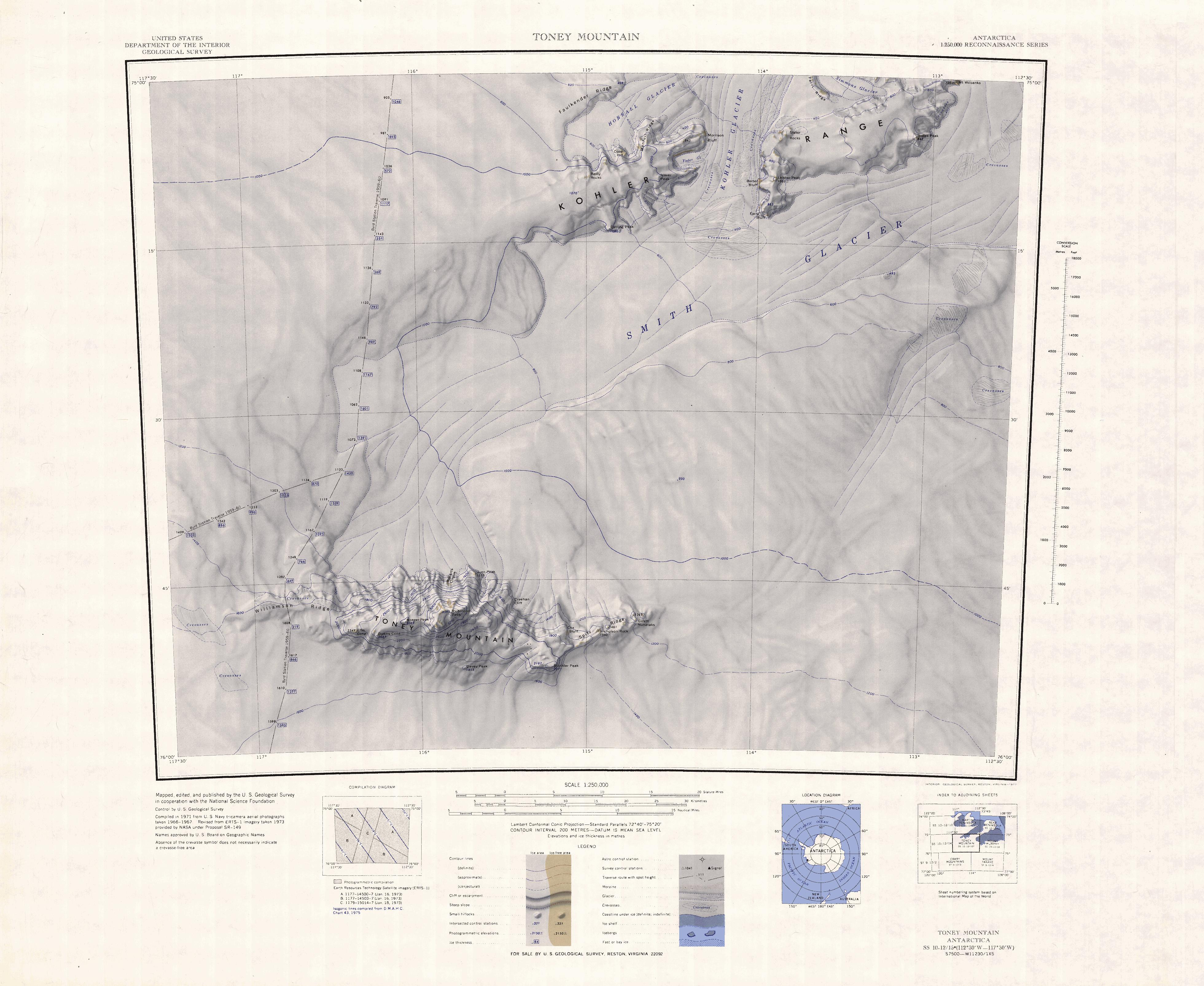
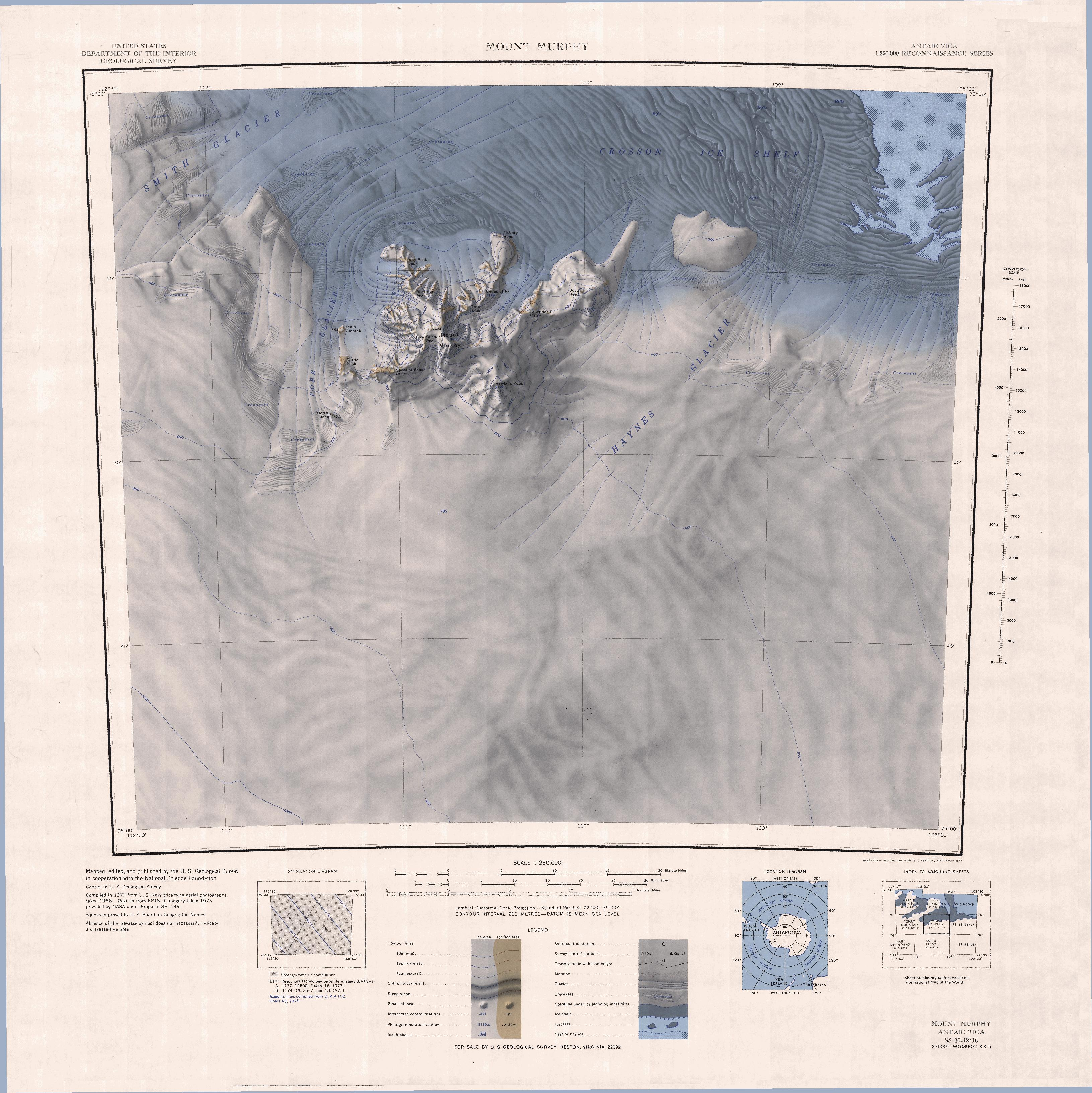
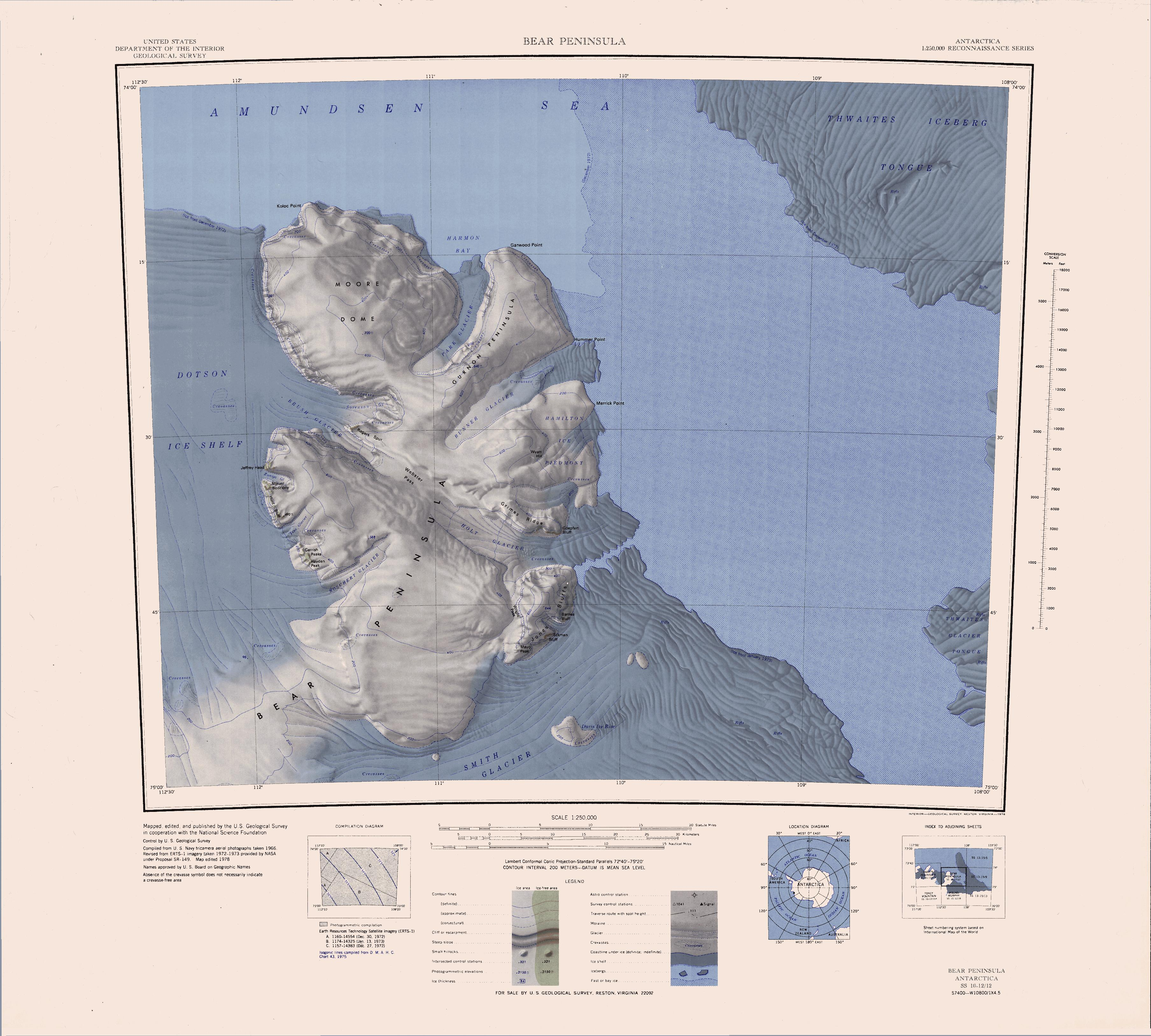

## Storia
Il ghiacciaio Smith è stato mappato dallo United States Geological Survey grazie a ricognizioni terrestri dello stesso USGS e a fotografie aeree scattate dalla marina militare statunitense (USN) nel periodo 1959-1966; esso è stato poi così battezzato dal Comitato consultivo dei nomi antartici in onore di Philip M. Smith, direttore dell'ufficio dei programmi polari della National Science Foundation, il quale, nel periodo 1956-71, partecipò a un gran numero di spedizioni in Antartide.